# Silnice II/383
Silnice II/383 je silnice II. třídy v Česku v trase Brno – Bílovice nad Svitavou – Holubice. Je dlouhá 26 km.
K 1. červenci 2023 byl k silnici II/383 připojen úsek Brno-Maloměřice (napojení na Velký městský okruh) – Bílovice nad Svitavou.

## Vedení silnice
Okres Brno-město – Jihomoravský kraj
- Brno-Maloměřice, křiž. Provazníkova – Karlova, vyústění ze silnice I/42 (Velký městský okruh)
- Obřany

Okres Brno-venkov – Jihomoravský kraj
- Bílovice nad Svitavou, odbočení silnice III/37445
- Řícmanice
- Kanice
- zaústění do II/373
- Ochoz u Brna, vyústění z II/373
- Hostěnice
- Pozořice
- hranice katastrálních území Pozořic a Holubic, zaústění do II/430